# ゴールディ・スタインバーグ
ゴールディ・スタインバーグ（Goldie Steinberg、1900年10月30日 - 2015年8月16日 ）は、モルドバ・キシナウ出身、アメリカ・ニューヨークに在住していた長寿の女性。モルドバ出身者及びユダヤ人の中では歴代最高齢者。
存命中の人物においてはアメリカの在住者でスザンナ・マシャット・ジョーンズに次ぐ2番目、世界では6番目の長寿者であった。また白人としてはイタリア在住のエンマ・モラーノに次ぐ世界で2番目の高齢であった。
1900年10月30日、モルドバのキシナウ（当時はロシア帝国領）で生まれる。1923年、アメリカに移住。1932年にフィリップ・スタインバーグと結婚する。1967年に夫が亡くなる。113歳時点で2人の子、4人の孫、7人のひ孫がいた。2012年11月30日、ジェロントロジー・リサーチ・グループによって年齢が確認される。
2015年8月16日、死去。114歳290日没。